# پل راه‌آهن اوی
پل راه‌آهن اوی که ۳۳۳۲ متر طول دارد در کشور ژاپن بین توکیو و اوساکا قرار دارد و از شاهکارهای مهندسی معاصر بشمار می‌رود.